# Las mil y una noches
Las mil y una noches (en árabe: ألف ليلة وليلة‎, romanizado: Alf leyla wa-leyla) es una recopilación medieval de cuentos tradicionales de Oriente Próximo recopilados en lengua árabe durante la Edad de Oro del islam.
La obra fue tomando forma durante el transcurso de varios siglos con las contribuciones de diferentes escritores y traductores de Asia Occidental, Asia Central, Asia Meridional y el norte de África. Muchas historias eran originalmente cuentos populares de los períodos abasí y mameluco, mientras que otras, especialmente la que sirve de marco narrativo, provienen muy probablemente de la obra persa pahlaví Hezār Afsān (en persa: هزار افسان‎, lit. 'Mil leyendas'), que a su vez contenía algunos elementos indios.
Todas las ediciones de la obra tienen en común el uso de la forma del relato enmarcado, es decir, de relatos que se incluyen dentro de otros relatos, en la forma de la historia de que el sultán Schahriar escucha cada noche los cuentos que le narra su esposa, Schehrezada, uno por cada noche de narración. Los relatos parten de esta historia original, y algunos están enmarcados en otros relatos, mientras que otros son independientes. Algunas ediciones contienen sólo unos cientos de noches de narración, mientras que otras incluyen 1001 o más. La mayor parte del texto está en prosa, aunque ocasionalmente se utiliza el verso para canciones y adivinanzas o para expresar emociones intensas. La mayoría de los poemas son pareados o cuartetos, aunque algunos son más largos.
Algunos de los cuentos que suelen asociarse con Las mil y una noches—en particular «Aladino y la lámpara maravillosa» y «Alí Babá y los cuarenta ladrones»—no formaban de hecho parte de la colección en las versiones árabes originales, sino que fueron añadidos por el traductor francés Antoine Galland después de que se los contara el escritor y narrador sirio Hanna Diyab durante su visita a París. Otros relatos, como «Los siete viajes de Simbad el Marino», tuvieron una existencia independiente antes de ser añadidos a la colección.

## Sinopsis

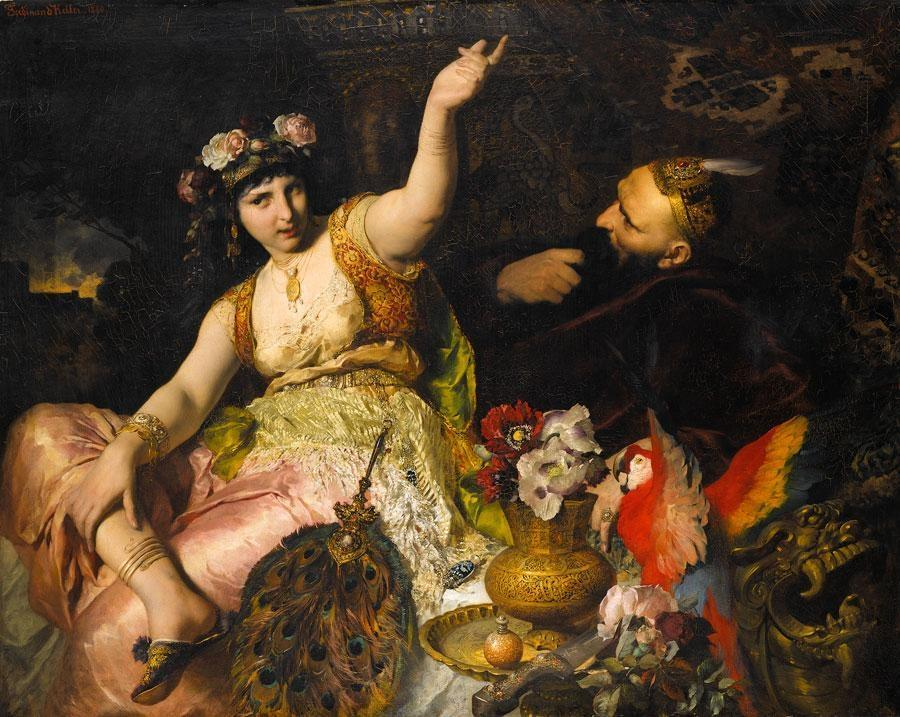
Scheherezade y Shahriar (1880), de Ferdinand Keller.

El primer cuento, que sirve de marco a todos los demás, trata de la historia del rey Shahriar y de su hermano Shahzamán. Shahriar se entera de que la esposa de su hermano tenía como amante a un esclavo. Más tarde descubre que también su esposa le es infiel con un esclavo, incluso a la vista de otros esclavos y siervas, por lo que decide abandonar su reino hasta encontrar a alguien a quien le haya ocurrido una desgracia mayor. Al descubrir que un poderoso genio es engañado de forma todavía más astuta, concluye que todas las mujeres son iguales y regresa a su palacio, donde después de vengarse de la reina, toma la decisión de casarse cada noche con una virgen y decapitarla al día siguiente, para evitar la posibilidad de volver a ser engañado. Cuando el visir, que es el encargado de conseguir las esposas, ya no puede encontrar ninguna, su hija Sherezade se ofrece con la intención de acabar con la crueldad del rey. La primera noche, Shehrazade logra cautivar la atención de Shahriar contándole una historia que interrumpe antes del alba, con la promesa de contar algo más sorprendente la noche siguiente, si el rey le conserva la vida. La estratagema se repite durante mil y una noches, en el transcurso de las cuales se cuentan los relatos que componen el libro. 
Los cuentos son muy variados e incluyen relatos históricos, historias de amor, tragedias, comedias, poemas, burlesques y diversas formas de literatura erótica, así como parodias y leyendas religiosas musulmanas. Numerosos relatos describen genios, guls, hombres simios, hechiceros, magos y lugares legendarios, que a menudo se entremezclan con personas y geografía reales, no siempre de forma racional. Entre los protagonistas habituales se encuentran el histórico califa abasí Harún al-Rashid, su Gran Visir, Yafar al-Barmaki, o el famoso poeta Abu Nuwas, a pesar de que estas figuras vivieron unos 200 años después de la caída del Imperio sasánida, en el que se ambienta el relato enmarcado de Sherezade. A veces, un personaje de la historia de Sherezade empieza a contar a otros personajes una historia propia, y esa historia puede tener otra narrada dentro de ella, lo que da lugar a una textura narrativa rica en capas. 
Las versiones difieren, al menos en los detalles, en cuanto al final (en algunas, Sherezade pide un perdón, en otras, el rey ve a sus hijos y decide no ejecutar a su esposa, en otras suceden cosas que hacen que el rey se distraiga), pero todas terminan con el rey concediendo el perdón a su esposa y perdonándole la vida.
La mayoría de relatos terminan en cliffhanger, si bien los criterios de la narradora sobre lo que constituye un cliffhanger parecen más amplios que los de la literatura moderna. Mientras que en muchos casos la historia se interrumpe en un momento en el que el héroe queda en peligro de perder la vida o en otro tipo de problema grave, en algunas partes del texto completo Scheherazade detiene su narración en medio de una exposición de principios filosóficos abstractos o de puntos complejos de la filosofía islámica, y en un caso durante una descripción detallada de la anatomía humana según Galeno. En todos estos casos resulta estar justificada su creencia de que la curiosidad del rey por la secuela le conseguiría otro día de vida. 
Algunas de las historias más famosas, como Aladino y la lámpara maravillosa, Ali Babá y los cuarenta ladrones y Simbad el marino, fueron añadidas en el siglo XVIII por Antoine Galland. Las dos primeras fueron transmitidas oralmente por el maronita sirio Hanna Diyab en París. En cuanto a los cuentos de Simbad, se trata de un conjunto independiente de historias, algunas de las cuales ya se contaban en el Egipto antiguo, como la historia del náufrago.

## Cuentos
- El rey Schahriar y su hermano, el rey Schahzaman
- El visir del rey Yunan y el médico Ruyan
- Historia del príncipe y la vampiro
- Historia del joven encantado y de los peces
- El mandadero y de las tres doncellas
- Zobeida, la mayor de las jóvenes
- La mujer despedazada, de las tres manzanas y del negro Rihán
- El visir Nureddin, de su hermano el visir Chamseddin y de Hassán Badreddin
- El jorobado, con el sastre, el corredor nazareno, el intendente y el médico judío
- El joven cojo con el barbero de Bagdad
- Historia de dulce-amiga
- Ghanem Ben-Ayub y de su hermana Fetnah
- El negro Sauab, primer eunuco sudanés
- El rey Omar Al-Neman y de sus dos hijos Scharkan y Daul'Makan
- Aziz y Aziza y el hermoso príncipe Diadema
- El joven Kanmakán, hijo de Daul-makán
- Historias encantadoras de los animales y de las aves
- Ali Ben-Bekar y la bella Schamsennahar
- Kamaralzaman y la princesa Budur, la luna más bella entre todas las lunas
- Feliz-Bello y Feliz-Bella
- Historia de Grano-De-Belleza
- Historia de la docta Simpatía
- Aventuras del poeta Abu-Nowas
- Simbad el Marino
- La belle Zumurrud y Alischar, hijo de Gloria
- Las seis jóvenes de distintos colores
- La prodigiosa ciudad de bronce
- Ibn Al-Mansur y los dos jóvenes
- Wardán, el carnicero, y de la hija del visir
- La reina Yamlika, princesa subterránea
- Historia de Belukia
- Historia del hermoso joven triste
- Historia de Rosa-en-el-Cáliz y de Delicia-del-Mundo
- El caballo de ébano
- Los artificios de Dalila la Taimada y de su hija Zeinab la Embustera con Ahmad-la-Tiña, Hassan-la-Peste y Ali Azogue
- Juder el pescador o el saco encantado
- Abu-Kir y Abu-Sir
- Abdalah de la tierra y de Abdalah del mar
- Historia del joven amarillo
- Historia de Flor-de-Granada y de Sonrisa-de-Luna
- Historia de Califa
- Las aventuras de Hassan Al-Bassri
- Historia del dormido despierto
- Historia del joven holgazán
- El joven Nur y de la Franca Heroica
- Historia maravillosa del espejo de las vírgenes
- Aladino y la lámpara mágica
- Kamar y de la experta Halima
- Historia de la pierna de carnero
- Los dos tragadores de hachís
- Historia del kadí Padre-del-Cuesso
- La princiesa Nurennahar y de la bella gennia
- Historia de Sarta-de-Perlas
- Historia complicada del adulterino simpático
- El mono jovenzuelo
- Los tres locos
- Alí Babá y los cuarenta ladrones
- Historia del joven dueño de la yegua blanca
- El maestro de escuela lisiado y con la boca hendida
- La princesa Suleika
- El macho cabrío y de la hija del rey
- El hijo de rey con la tortuga gigantesca
- El libro mágico
- Los dos reyes y los dos laberintos
- Historia espléndida del príncipe diamante
- Baibars y de los capitanes de policía
- La rosa marina y de la joven china
- Historia del pastel hilado con miel de abejas y de la esposa calamitosa del zapatero remendón
- El Ángel de la Muerte y el rey de Israel
- Historia de Abdula, el mendigo ciego

## Temas y técnicas literarias

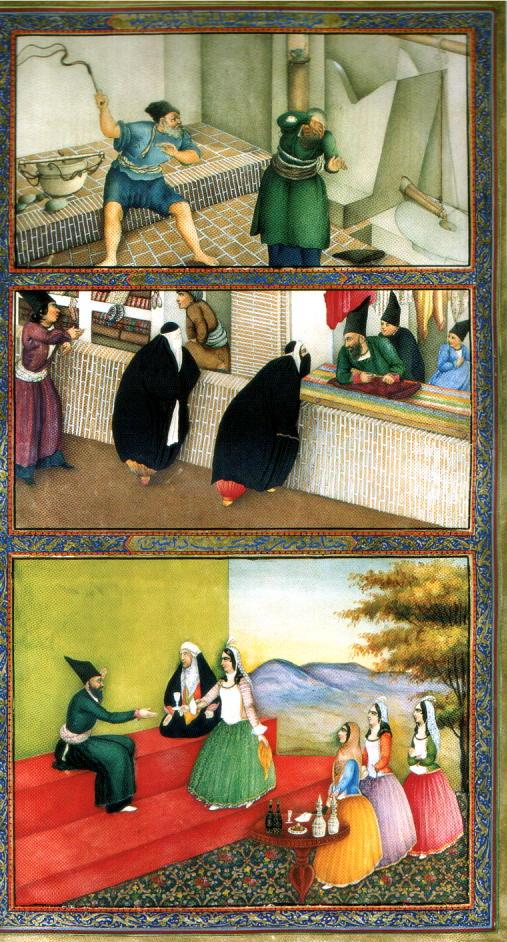
Ilustración de Las mil y una noches, de Sani ol Molk, Irán, 1853.

Las mil y una noches hacen uso de muchas técnicas literarias innovadoras, a las que recurren los narradores para aumentar el drama, el suspenso u otras emociones. Algunas de estas técnicas se remontan a la literatura persa, india y árabe anterior, mientras que otras eran originales de Las mil y una noches.[cita requerida]

### Historia marco
Las mil y una noches emplean un ejemplo temprano de la historia marco o dispositivo de encuadre: el personaje Sherezade narra una serie de cuentos (la mayoría de las veces cuentos de hadas) al sultán Shahriyar durante muchas noches. Muchos de los cuentos de Scheherazade son en sí mismos historias marco, como el cuento de Simbad el marino y Simbad el porteador, que es una colección de aventuras relatadas por Simbad el marino a Simbad el porteador.

### Narrativa incrustada
Otra técnica presentada en Las mil y una noches es un ejemplo temprano de la "historia dentro de una historia" o técnica narrativa incrustada: esto se remonta a las tradiciones narrativas persas e indias anteriores, sobre todo el Panchatantra de la literatura sánscrita. Las Noches, sin embargo, mejoraron el Panchatantra en varios sentidos, particularmente en la forma en que se presenta una historia. En el Panchatantra, las historias se introducen como analogías didácticas en las que la historia marco refiere a estas historias con variantes de la frase "Si no tienes cuidado, te pasará lo que le pasó al piojo y a la pulga". En Las Noches, este marco didáctico es la forma menos común de presentar la historia: en ellas, las historias se presentan más comúnmente a través de medios sutiles, particularmente como respuesta a preguntas planteadas en un cuento anterior.
La historia general es narrada por un narrador desconocido, y en esta narración las historias son contadas por Scheherazade. En la mayoría de las narraciones de Scheherazade también hay historias narradas, e incluso en algunas de estas hay también algunas otras historias. Este es particularmente el caso de la historia de "Simbad el marino", narrada por Scheherazade en Las mil y una noches. Dentro de la propia historia de "Simbad el marino", el protagonista Simbad el Marino narra las historias de sus siete viajes a Simbad el porteador. El dispositivo también se utiliza con gran efecto en historias como "Las tres manzanas" y "Los siete visires". En otro cuento más, Scheherazade narra "El pescador y el genio", dentro del cual se narra el "Cuento del Wazir y el sabio Duban", dentro del cual se narran tres cuentos más.

### Visualización dramática
La visualización dramática es "la representación de un objeto o personaje con abundancia de detalles descriptivos, o la representación mimética de gestos y diálogos de tal manera que una escena dada sea 'visual' o imaginativamente presente para una audiencia". Esta técnica se utiliza en varios cuentos de Las mil y una noches. Un ejemplo de esto es el cuento de "Las tres manzanas" (ver Elementos de ficción criminal a continuación).

### Destino
Un tema común en muchos cuentos de Las mil y una noches es el destino. El cineasta italiano Pier Paolo Pasolini, director de Las mil y una noches (1974), observó:
"todos los relatos de Las mil y una noches comienzan con una "aparición del destino" que se manifiesta a través de una anomalía, y una anomalía siempre genera otra. Entonces se establece una cadena de anomalías. Y cuanto más lógica, estrecha y esencial sea esta cadena, más hermosa será la historia. Por "hermoso" me refiero a vital, absorbente y estimulante. La cadena de anomalías siempre tiende a volver a la normalidad. El final de cada cuento en Las mil y una noches consiste en la 'desaparición' del destino, que se hunde en la somnolencia de la vida cotidiana ... El protagonista de las historias es, de hecho, el destino mismo."
Aunque invisible, el destino puede considerarse un personaje principal en Las mil y una noches. Los recursos de la trama que se utilizan a menudo para presentar este tema son la coincidencia, la causalidad inversa y la profecía autocumplida (ver la sección Presagio más abajo).

### Presagio

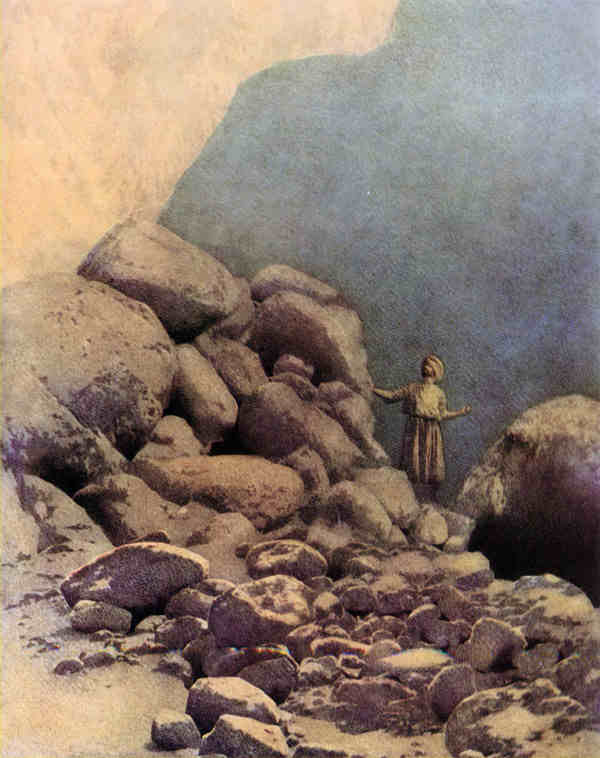
Simbad y el Valle de los Diamantes, del Segundo Viaje.

Los primeros ejemplos de la técnica de presagio de designación repetitiva, ahora conocida como "arma de Chéjov", ocurren en Las mil y una noches, que contiene "referencias repetidas a algún personaje u objeto que parece insignificante cuando se menciona por primera vez pero que reaparece más tarde para entrometerse repentinamente en la narrativa". Un ejemplo notable está en el cuento de "Las tres manzanas" (ver Elementos de ficción criminal a continuación).
Otra técnica temprana de presagio es el patrón formal, "la organización de los eventos, acciones y gestos que constituyen una narrativa y dan forma a una historia; cuando se hace bien, el patrón formal permite al público el placer de discernir y anticipar la estructura de la trama como se despliega ". Esta técnica también se encuentra en Las mil y una noches.

### La profecía autocumplida
Varios cuentos de Las mil y una noches utilizan la profecía autocumplida, como una forma especial de prolepsis literaria, para presagiar lo que va a suceder. Este recurso literario se remonta a la historia de Krishna, en la literatura sánscrita antigua, y a Edipo o a la muerte de Heracles, en las obras de Sófocles. Una variación de este dispositivo es el sueño autocumplido, que se puede encontrar en la literatura árabe (o los sueños de José y sus conflictos con sus hermanos, en la Biblia hebrea).[cita requerida]
Un ejemplo notable es "El hombre arruinado que se volvió rico de nuevo a través de un sueño", en el que se le dice a un hombre en su sueño que abandone su ciudad natal de Bagdad y viaje a El Cairo, donde descubrirá el paradero de algún tesoro escondido. El hombre viaja allí y experimenta la desgracia y termina en la cárcel, donde le cuenta su sueño a un oficial de policía. El oficial se burla de la idea de los sueños premonitorios y le dice al protagonista que él mismo tuvo un sueño sobre una casa con patio y fuente en Bagdad donde el tesoro está enterrado bajo la fuente. El hombre reconoce el lugar como su propia casa y, después de salir de la cárcel, regresa a casa y desentierra el tesoro. En otras palabras, el sueño premonitorio no solo predijo el futuro, sino que el sueño fue la causa de que su predicción se hiciera realidad. Una variante de esta historia aparece más tarde en el folclore inglés como el "Buhonero de Swaffham" y en la novela El alquimista, de Paulo Coelho; en la colección de cuentos Historia universal de la infamia, Jorge Luis Borges presentó su traducción al español de esta historia en particular como "La historia de los dos soñadores".
"El cuento de Attaf" describe otra variación de la profecía autocumplida en la que Harun al-Rashid consulta su biblioteca (la Casa de la Sabiduría), lee un libro al azar, "se echa a reír y llora y despide al fiel visir Ya'far ibn Yahya de la vista. Ja'afar, perturbado y molesto, huye de Bagdad y se sumerge en una serie de aventuras en Damasco, que involucran a Attaf y la mujer con la que Attaf finalmente se casa". Después de regresar a Bagdad, Ja'afar lee el mismo libro que hizo reír y llorar a Harun, y descubre que describe sus propias aventuras con Attaf. En otras palabras, fue la lectura del libro por parte de Harun lo que provocó que tuvieran lugar las aventuras descritas en el libro causalidad inversa.
Cerca del final de la historia, Attaf recibe una sentencia de muerte por un crimen que no cometió, pero Harun, sabiendo la verdad por lo que ha leído en el libro, lo previene y lo libera de la prisión. En el siglo XII, este cuento fue traducido al latín por Petrus Alphonsi e incluido en su Disciplina Clericalis, junto con el ciclo de cuentos "Sindibad". En el siglo XIV, una versión de "El cuento de Attaf" también aparece en la Gesta Romanorum y en El Decamerón, de Giovanni Boccaccio.

### Repetición

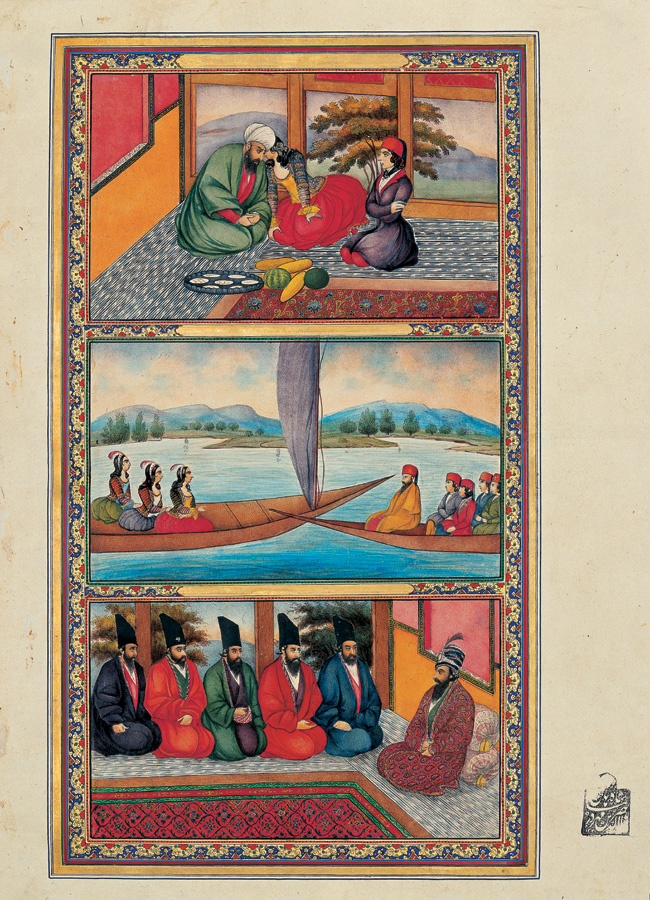
Ilustración de Las mil y una noches de Sani ol molk, Irán, 1849–1856

Leitwortstil es "la repetición intencionada de palabras" en una pieza literaria determinada que "generalmente expresa un motivo o tema importante para la historia dada". Este dispositivo ocurre en Las mil y una noches, que une varios cuentos en un ciclo de cuentos. Los narradores de los cuentos se basaron en esta técnica "para dar forma a los miembros constituyentes de sus ciclos de historias en un todo coherente".
Otra técnica utilizada en Las mil y una noches es el patrón temático, que es:
La distribución de conceptos temáticos recurrentes y motivos moralistas entre los diversos incidentes y marcos de una historia. En un cuento hábilmente elaborado, los patrones temáticos pueden organizarse para enfatizar el argumento unificador o la idea destacada que tienen en común eventos y marcos dispares.
Varias variantes diferentes de la historia de "Cenicienta", que tiene su origen en la historia egipcia de Rhodopis, aparecen en Las mil y una noches, incluida "La historia del segundo sheik", "El cuento de la anciana" y "Abdallah ibn Fadil y sus hermanos ”, todos ellos sobre el tema de un hermano menor acosado por dos ancianos celosos. En algunos de ellos, los hermanos son mujeres, mientras que en otros son hombres. Uno de los cuentos, "Judar y sus hermanos", se aparta de los finales felices de variantes anteriores y reelabora la trama para darle un final trágico, con el hermano menor siendo envenenado por sus hermanos mayores.

### Humor sexual
Las Noches contienen muchos ejemplos de humor sexual. Algo de esto roza la sátira, como en el cuento llamado "Ali con el miembro grande", que se burla de la obsesión por el tamaño del pene.

### Narrador poco confiable
El recurso literario del narrador poco confiable se utilizó en varios cuentos árabes medievales ficticios de Las mil y una noches. En un cuento, "Los siete visires" (también conocido como "El oficio y la malicia de las mujeres o El cuento del rey, su hijo, su concubina y los siete vizires"), una cortesana acusa al hijo de un rey de haberla agredido cuando en realidad, ella no había logrado seducirlo (inspirada por la historia bíblica/coránica de Yusuf/José). Siete visires intentan salvar su vida narrando siete historias para demostrar la falta de fiabilidad de las mujeres, y la cortesana responde narrando una historia para demostrar la falta de fiabilidad de los visires. El dispositivo narrador poco confiable también se usa para generar suspenso en "Las tres manzanas" y humor en "El cuento del jorobado".

## Ediciones
Según la antigüedad del texto base, las ediciones se pueden clasificar en cinco grupos principales:
- Manuscritos fragmentarios de Siria y Bagdad (siglo XIII): René R. Khawam publicó, en 1986-1987, la recreación de la hipotética edición original con base en estos textos.
- Manuscrito completo de Siria (siglo XIV): el filólogo Muhsin Mahdi publicó, en 1984, la edición de este texto. Es la copia completa más antigua que se conserva. Actualmente, se encuentra en la Biblioteca Nacional de Francia.
- Adulteraciones modernas (siglo XVIII): en este grupo, destaca la edición francesa de Galland (1704-1717), que añadió relatos no presentes en el texto original, como Simbad el marino, Aladino y otros; también censura referencias sexuales y otros temas que no eran apropiados al gusto de su época.
- Ediciones árabes canónicas (siglo XIX): corresponde a las ediciones impresas bajo el título actual de Las mil y una noches con base en manuscritos medievales. Destacan las publicadas en Bulaq (1835) y Calcuta II (1839-1842).
- Adulteraciones modernas (siglo XIX): corresponde a las ediciones con relatos añadidos a posteriori y no incluidos en los manuscritos medievales. Destacan la edición inglesa de Burton (1885-1888) y la francesa de Mardrús (1889-1904).

### Ediciones modernas
La primera versión europea (y la primera edición impresa) fue la traducción al francés (1704 - 1717) de Antoine Galland. Este libro, Les Mille et une nuit: Contes arabes traduits en français (en 12 volúmenes), incluía relatos que no estaban contenidos en el manuscrito árabe. Destaca por ser una de las versiones más conocidas y haber popularizado el orientalismo primero en Francia y después en toda Europa.

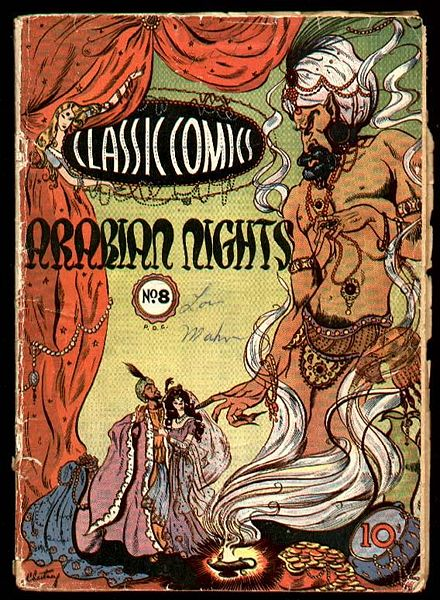
Portada de Classic Comics.

Quizá la traducción más conocida por los angloparlantes es la de Richard Francis Burton, publicada bajo el título de The Book of the Thousand Nights and a Night (Libro de las Mil Noches y una Noche). A diferencia de otras ediciones, la traducción de 16 volúmenes no fue expurgada; más aún, exacerbaba en las notas los matices eróticos del original, a pesar de haber sido publicada en la época victoriana, aunque por suscripción.
La versión adulterada más reciente es la del francés J. C. Mardrus, traducida al español por Vicente Blasco Ibáñez.
Particularmente, la edición basada en el manuscrito sirio del siglo XIV en la Biblioteca Nacional de Francia, editado en árabe por el filólogo Muhsin Mahdi y traducido al español por Cinca Pinós y Castells Criballés, es considerada como la más precisa de todas hasta la fecha.

## Traducciones
Traducción de los manuscritos fragmentarios de Siria y Bagdad (siglo XIII):
- A partir de la edición francesa de Khawam (1986-1987), Gregorio Cantera tradujo la obra en la editorial Edhasa.

Traducción del manuscrito de Siria (siglo XIV):
- A partir de la edición árabe de Madhi (1984), Cinca Pinós y Castells Criballés tradujo la obra en la editorial Austral.

Traducción de las adulteraciones modernas (siglo XVIII):
- A partir de la edición francesa de Galland, Pedraza y Páez tradujo la obra en la editorial Ramón Sopena.

Traducciones de las ediciones árabes canónicas (siglo XIX):
- Basada en Bulaq y Calcuta II: edición de Rafael Cansinos Assens, publicada por M. Aguilar en México (1955), que es la primera versión directa, literal e íntegra al castellano y que Jorge Luis Borges consideraba «la mejor»,[23] calificándola como la más «delicada y rigurosa versión del libro famoso».[24]
- Basada en Bulaq y Calcuta II: edición de Juan Vernet, considerada la más aceptable filológicamente, publicada por Planeta (1964).
- Basada en Bulaq: edición de los arabistas de la Universidad de Barcelona Juan Antonio Gutiérrez-Larraya y Leonor Martínez, publicada por Argos Vergara (1965) y reeditada por Ediciones Atalanta (2014).[25][26]
- Basada en Bulaq con adiciones de Calcuta II: edición de Salvador Peña Martín, publicada por Editorial Verbum (2016).[27]

Traducciones de adulteraciones modernas (siglo XIX):
- A partir de la edición inglesa de Burton (1885-1888), Jesús Cabanillas tradujo la obra para Ediciones Siruela.
- A partir de la edición francesa de J. C. Mardrus (1889), Vicente Blasco Ibáñez tradujo la obra en la Editorial Prometeo (6 volúmenes).

## Influencia
La literatura europea ha intentado imitar el estilo de las mil y una noches. Por ejemplo, Jan Potocki, un noble polaco de finales del siglo XVIII, viajó a Oriente en busca de una copia original del Libro de las mil y una noches, pero nunca la encontró. Después de regresar a Europa, escribió su propia versión, El manuscrito encontrado en Zaragoza (1804-1805), de un libro con varios niveles de narración. Además el narrador escocés del posromanticismo Robert Louis Stevenson escribió una serie de cuentos influenciados por Las mil y una noches,  titulada Las nuevas noches árabes (1882). El compositor ruso Nikolái Rimski-Kórsakov, además, compuso la célebre suite sinfónica Scheherezade (1888).
El libro ha sido adaptado muchas veces para uso de niños y adolescentes en todos los países de Occidente. Generalmente, se eligen para su difusión los relatos en los que prevalecen las aventuras y la fantasía, tales como la historia de Aladino y la lámpara, los viajes de Simbad el Marino o las aventuras de Alí Babá y los cuarenta ladrones.

## Cine y televisión
- En 1969 se estrena la película japonesa Senya Ichiya Monogatari (en japonés: 千夜一夜物語, conocida en español como Las mil y una noches) de Eiichi Yamamoto, considerada como la primera película animada para adultos de Japón. Concebida por Osamu Tezuka, forma parte de una trilogía con temáticas eróticas y un estilo de animación psicodélico.
- En 1974, el director italiano Pier Paolo Pasolini realizó una adaptación cinematográfica sobre la obra.

- Probablemente, la adaptación más exitosa y reconocida es Aladdín, la película de dibujos animados de Disney estrenada en 1992, que abrió paso a varias secuelas y una serie de televisión.

- La telenovela turca de 2006 Binbir Gece, producida por TMC para Kanal D, está basada libremente en la historia de Sherezade y Schariar.

- En 2009 se empezó a publicar en la Shūkan Shōnen Sunday el manga Magi: The Labyrinth of Magic!, inspirado en Las mil y una noches.

- En 2014, la miniserie de animación Cuentos del Mundo, publicada por Filmin y producida y dirigida por Pedro Alonso Pablos, incluye un capítulo dedicado a varios cuentos de Las mil y una noches.